# Константин Карлович Албрехт
Константин Карлович Албрехт (4. октобар 1836 — 26. јун 1893) био је виолончелиста у оркестру Московског Бољшој театра, наставник и администратор. Био је заинтересован за хорску музику, основао је Московско хорско друштво 1878. Такође је помогао и у оснивању Руског музичког друштва и Московског конзерваторијума.

## Пријатељство са Чајковским
Чајковски и Албрехт су се упознали док су обојица радили на Московском конзерваторијуму. Постали су пријатељи, а Чајковски је посветио Албрехту дело Серенада за жице. Чајковски је такође допринео Албрехтовом делу Збирке хорских комада за појединачне и мешовите гласове.